# ASCII Media Works
ASCII Media Works (яп. アスキー・メディアワークス асуки: мэдиа ва:кусу), ранее ASCII Media Works, Inc. (яп. 株式会社アスキー・メディアワークス кабусикигайся асуки: мэдиа ва:кусу) — японское издательство, подразделение и импринт компании Kadokawa Future Publishing. Оно появилось на свет в результате слияния компаний ASCII и MediaWorks, в ходе которого MediaWorks поглотила ASCII. Компанию возглавляет бывший президент ASCII Киёси Такано (яп. 高野潔). Издательство специализируется на публикации книг, журналов развлекательной и околокомпьютерной тематики, манги (японских комиксов) и распространении компьютерных игр. Известность ASCII Media Works принёс импринт «Дэнгэки» (яп. 電撃 Dengeki, «электрошок»), под которым выходят, в частности, такие известные журналы, как Dengeki Daioh и Dengeki G's Magazine. С 2013 года не является кабусики-гайся, после того как была объединена с восемью другими компаниями и в итоге стала внутренним издательством и импринтом Kadokawa Future Publishing.
Основной аудиторией ASCII Media Works являются японские отаку — поклонники аниме и манги, поэтому продукция компании посвящена, соответственно, аниме, пластиковым фигуркам, визуальным романам (текстовым компьютерным играм в стилистике аниме) и информационным технологиям. Под маркой «Дэнгэки» Dengeki Bunko издаются книги формата «лайт-новел». Кроме того, в издательстве выходит один из старейших и наиболее престижных компьютерных журналов Monthly ASCII, наряду с другими журналами схожей тематики. Существуют публикации для женской аудитории: издания Character Parfait, Dengeki Girl's Style, Sylph, хотя первые два являются приложением к другим журналам.

## История
Издатель видеоигр и журналов околокомпьютерной тематики ASCII был приобретён корпорацией Kadokawa в 2004 году. Переговоры о его возможном объединении с MediaWorks велись с сентября 2007 года, и, наконец, 1 апреля 2008 года состоялось слияние этих компаний и образовалась ASCII Media Works. Хотя формально MediaWorks поглотила ASCII, руководителем ASCII Media Works стал бывший президент ASCII Киёси Такано. ASCII Media Works также унаследовала связи Media Works с издательством Kadokawa Shoten, также входящим в холдинг Kadokawa. Согласно официальному пресс-релизу, целью слияния был охват как можно больших сфер рынка и создание более сильной компании, обладающей широкими возможностями. ASCII обладала связями и влиянием в сфере информационных технологий и познаниями в сфере компьютеризации, тогда как MediaWorks имела опыт в сфере развлечений, издательского дела, публикации аниме, манги и видеоигр.

## Журналы
После слияния ASCII и MediaWorks все действующие журналы этих компаний продолжили публиковаться. Большая их часть имеет отношение к индустрии аниме, манги или компьютерных игр. Значительная часть издаётся по импринтом Dengeki, что отражено в их названии. Выходит также большое количество приложений к разнообразным изданиям, например, у Dengeki Maoh два приложения: журнал i-mode de Asobu!, посвященный мобильным телефонам, и Dengeki Black Maoh.

Обложка августовского номера Dengeki Daioh 2007 года, где изображены персонажи Shakugan no Shana

| Название                 | Тематика                                    | Частота публикации | Первый номер    |
| ------------------------ | ------------------------------------------- | ------------------ | --------------- |
| ASCII Dot PC             | ПК, информационные технологии               | ежемесячно         | июнь 2006 г.    |
| Dengeki Arcade Card Game | коллекционные карточные игры                | ежеквартально      | ноябрь 2006 г.  |
| Dengeki Bunko Magazine   | лайт-новел                                  | дважды в месяц     | декабрь 2007 г. |
| Dengeki Daioh            | манга                                       | ежемесячно         | 1994 г.         |
| Dengeki G's Magazine     | бисёдзё гейм, манга                         | ежемесячно         | декабрь 1992 г. |
| Dengeki Hime             | бисёдзё гейм, эротические компьютерные игры | ежемесячно         | 1997            |
| Dengeki Hobby Magazine   | товары для моделистов (модели, фигурки)     | ежемесячно         | ноябрь 1998 г.  |
| Dengeki Layers           | косплей                                     | дважды в месяц     | август 2003 г.  |
| Dengeki Maoh             | лайт-новел, манга, компьютерные игры        | ежемесячно         | декабрь 1992 г. |
| Dengeki Nintendo DS      | компьютерные игры                           | ежемесячно         | декабрь 1992 г. |
| Dengeki PlayStation      | компьютерные игры                           | ежемесячно         | декабрь 1994 г. |
| Hoshi Nabi               | астрономия                                  | ежемесячно         | декабрь 2000 г. |
| MacPeople                | ПК, информационные технологии               | ежемесячно         |                 |
| Macpower                 | ПК, информационные технологии               | ежемесячно         |                 |
| Gekkan Business ASCII    | информационные технологии                   | ежемесячно         |                 |
| Network Magazine         | ПК, информационные технологии               | ежемесячно         |                 |
| Sylph                    | манга для девушек                           | дважды в месяц     | декабрь 2006 г. |
| Unix Magazine            | ПК, информационные технологии               | ежеквартально      | июнь 2006 г.    |
| ASCII                    | ПК, информационные технологии               | еженедельно        | апрель 2006 г.  |

## Импринты
- Dengeki Bunko (яп. 電撃文庫 дэнгэки бунко) — марка, под которой издаются книги формата «лайт-новел» для мужской аудитории. Существует с 1993 года. Редакторы, работающие с Dengeki Bunko, приветствуют появление новых авторов и проводят ежегодный консурс Dengeki Novel Prize, чтобы находить новые таланты. Под импринтом «Dengeki Bunko» публикуются произведения из журнала Dengeki Bunko Magazine (яп. 電撃文庫MAGAZINE)[11]. Dengeki Bunko Magazine был создан в 2007 году на замену закрытому Dengeki hp и первоначально являлся приложением к Dengeki Daioh[12]. Начиная с третьего номера, вышедшего 10 апреля 2008 года, Dengeki Bunko Magazine превратился в независимое издание. Здесь публикуется информация о новых книгах ASCII Media Works, рассказы популярных авторов, чьи истории выходили в этом издательстве или ранее публиковались в других журналах компании ASCII Media Works. Журнал выходит дважды в месяц. Там выходили такие лайт-новел, как Ballad of a Shinigami: Unknown Stars, Kino’s Journey: the Sigsawa’s World, Lillia and Treize Spin-off: Seron no Yume, Shakugan no Shana, «Волчица и пряности», Rail Wars!, To Aru Majutsu no Index SS, «Торадора!», Accel World, Sword Art Online.
- Dengeki Comics (яп. 電撃コミックス дэнгэки комиккусу) — марка для публикации манги для мужчин.
- Dengeki Game Bunko (яп. 電撃ゲーム文庫 дэнгэки гэ:му бунко)
- Sylph Comics (яп. シルフコミックス сируфу комиккусу) — импринт для публикации манги для женской аудитории, первое издание под маркой которого вышло в 2008 году.

## Конкурсы
ASCII Media Works спонсирует два ежегодных конкурса: Dengeki Comic Grand Prix и Dengeki Taisho. Призы на Dengeki Comic Grand Prix (яп. 電撃コミックグランプリ дэнгэки комикку гуран пури), существующего с 2001 года, присуждаются в области оригинальной короткой («one-shot») манги. Изначально у Гран-при существовало две категории: оригинальная и антология. С шестого по счёту конкурса вместо них появились категории Daioh/Gao!, отвечающие за сэйнэн-мангу, и Sylph в области сёдзё. Победителям вручается четыре типа призов: «Гран-при» (1 млн иен), «Полугран-при» (500 тыс. иен), «Отличие» (200 тыс. иен) и «Особо отмечена жюри» (100 тыс. иен). Дважды проводился Гран-при Dengeki Moeoh, где призы вручались в категориях «Гран-при» и «Особо отмечена»
Литературная премия Dengeki Taisho (яп. 電撃大賞 Дэнгэки тайсё:), возникшая в 1994 году, состоит из двух наград: Dengeki Novel Prize за «лайт-новел», публикующиеся импринтом Dengeki Bunko, и Dengeki Illustration Taisho (яп. 電撃イラスト大賞 Дэнгэки ирасуто тайсё:) за иллюстрации. Каждый приз вручается в категориях «Первый приз» (1 млн иен), «Золотой» (500 тыс. иен), «Серебряный» (300 тыс. иен) и «Особо отмечена жюри» (50 тыс. иен). На первых двух конкурсах существовала также награда за геймдизайн Dengeki Game Design Taisho (яп. 電撃ゲームデザイン大賞 Дэнгэки гэ:му дэдзайн тайсё:).